# Factorització de rang
Donada una matriu {\displaystyle A} de dimensió {\displaystyle m\times n} amb rang {\displaystyle r}, una descomposició de rang o factorització de rang de {\displaystyle A} és un producte {\displaystyle A=CF}, on {\displaystyle C} és una matriu {\displaystyle m\times r} i {\displaystyle F} és una matriu {\displaystyle r\times n}.
Tota matriu de dimensió finita té una factorització de rang: Sigui {\displaystyle A} una matriu {\displaystyle m\times n} amb rang per columnes {\displaystyle r}. Per definició, existeixen {\displaystyle r} columnes linealment independents d'{\displaystyle A}; de forma equivalent, la dimensió de l'espai de columnes d'{\displaystyle A} és {\displaystyle r}. Sigui {\displaystyle c_{1},c_{2},\ldots ,c_{r}} una base qualsevol de l'espai de columnes d'{\displaystyle A}, i col·loquem-la com a vectors columna, per formar la matriu {\displaystyle C=[c_{1}:c_{2}:\ldots :c_{r}]}, de dimensió {\displaystyle m\times r}. Així, qualsevol vector columna d'{\displaystyle A} és una combinació lineal de les columnes de {\displaystyle C}. De forma més precisa, si {\displaystyle A=[a_{1}:a_{2}:\ldots :a_{n}]} és una matriu de dimensió {\displaystyle m\times n}, on {\displaystyle a_{j}} representa la columna {\displaystyle j}-sima, llavors
{\displaystyle a_{j}=f_{1j}c_{1}+f_{2j}c_{2}+\cdots +f_{rj}c_{r},}
on {\displaystyle f_{ij}} són els coeficients escalars de {\displaystyle a_{j}} en termes de la base {\displaystyle c_{1},c_{2},\ldots ,c_{r}}. Això implica que {\displaystyle A=CF}, on {\displaystyle f_{ij}} és l'element {\displaystyle (i,j)}-sim de {\displaystyle F}.

## rang(A) = rang (AT)
Una conseqüència immediata de la factorització de rang és que el rang d'{\displaystyle A} és igual al rang de la seva transposada {\displaystyle A^{\text{T}}}. Com que les columnes d'{\displaystyle A} són les files d'{\displaystyle A^{\text{T}}}, llavors el rang per columnes d'{\displaystyle A} és igual al seu rang per files.

## Factorització de rang per matrius esglaonades per files
A la pràctica, podem construir una factorització de rang de la següent manera: podem calcular {\displaystyle B}, la forma esglaonada per files d'{\displaystyle A}. Llavors obtenim {\displaystyle C} per l'eliminació de les columnes no-pivot d'{\displaystyle A}, i obtenim {\displaystyle F} per l'eliminació de les files a 0 de {\displaystyle B}.

### Exemple
Considerem la matriu
{\displaystyle A={\begin{bmatrix}1&3&1&4\\2&7&3&9\\1&5&3&1\\1&2&0&8\end{bmatrix}}\sim {\begin{bmatrix}1&0&-2&0\\0&1&1&0\\0&0&0&1\\0&0&0&0\end{bmatrix}}=B{\text{.}}}
{\displaystyle B} està en forma esglaonada. Llavors obtenim {\displaystyle C} tot eliminant la tercera columna d'{\displaystyle A}, l'única que no és una columna pivot, i obtenim {\displaystyle F} tot eliminant l'última fila de zeros; és a dir:
{\displaystyle C={\begin{bmatrix}1&3&4\\2&7&9\\1&5&1\\1&2&8\end{bmatrix}}{\text{,}}\qquad F={\begin{bmatrix}1&0&-2&0\\0&1&1&0\\0&0&0&1\end{bmatrix}}{\text{.}}}
És senzill comprovar que
{\displaystyle A={\begin{bmatrix}1&3&1&4\\2&7&3&9\\1&5&3&1\\1&2&0&8\end{bmatrix}}={\begin{bmatrix}1&3&4\\2&7&9\\1&5&1\\1&2&8\end{bmatrix}}{\begin{bmatrix}1&0&-2&0\\0&1&1&0\\0&0&0&1\end{bmatrix}}=CF{\text{.}}}

## Demostració
Sigui {\displaystyle P} una matriu de permutació de dimensió {\displaystyle n\times n} tal que {\displaystyle AP=(C,D)} en forma particionada per blocs, on les columnes de {\displaystyle C} són les {\displaystyle r} columnes pivot d'{\displaystyle A}. Tota columna de {\displaystyle D} és una combinació lineal de les columnes de {\displaystyle C}, de tal manera que existeix una matriu {\displaystyle G} tal que {\displaystyle D=CG}, on les columnes de {\displaystyle G} contenen els coeficients d'aquestes combinacions lineals. Per tant, {\displaystyle AP=(C,CG)=C(I_{r},G)}, on {\displaystyle I_{r}} és la matriu identitat {\displaystyle r\times r}. Ara veurem que {\displaystyle (I_{r},G)=FP}.
La transformació de {\displaystyle AP} en la seva forma esglaonada per files és equivalent a multiplicar per l'esquerra per una matriu {\displaystyle E} que és producte de matrius elementals, de tal forma que {\displaystyle EAP=BP=EC(I_{r},G)}, on {\displaystyle EC={\begin{pmatrix}I_{r}\\0\end{pmatrix}}}. Ara podem escriure {\displaystyle BP={\begin{pmatrix}I_{r}&G\\0&0\end{pmatrix}}}, la qual cosa ens permet identificar que {\displaystyle (I_{r},G)=FP}, és a dir, les {\displaystyle r} files no-nul·les de la forma esglaonada, amb la mateixa permutació de columnes que havíem obtingut per {\displaystyle A}. Així tenim que {\displaystyle AP=CFP}, i com que {\displaystyle P} és invertible, això implica que {\displaystyle A=CF}, cosa que completa la demostració.